# Saint-Médard-d'Aunis
Saint-Médard-d'Aunis is een gemeente in het Franse departement Charente-Maritime (regio Nouvelle-Aquitaine). De plaats maakt deel uit van het arrondissement La Rochelle. Saint-Médard-d'Aunis telde op 1 januari 2022 2.367 inwoners.

## Geografie
De oppervlakte van Saint-Médard-d'Aunis bedroeg op 1 januari 2022 22,53 vierkante kilometer; de bevolkingsdichtheid was toen 105,1 inwoners per km².
De onderstaande kaart toont de ligging van Saint-Médard-d'Aunis met de belangrijkste infrastructuur en aangrenzende gemeenten.

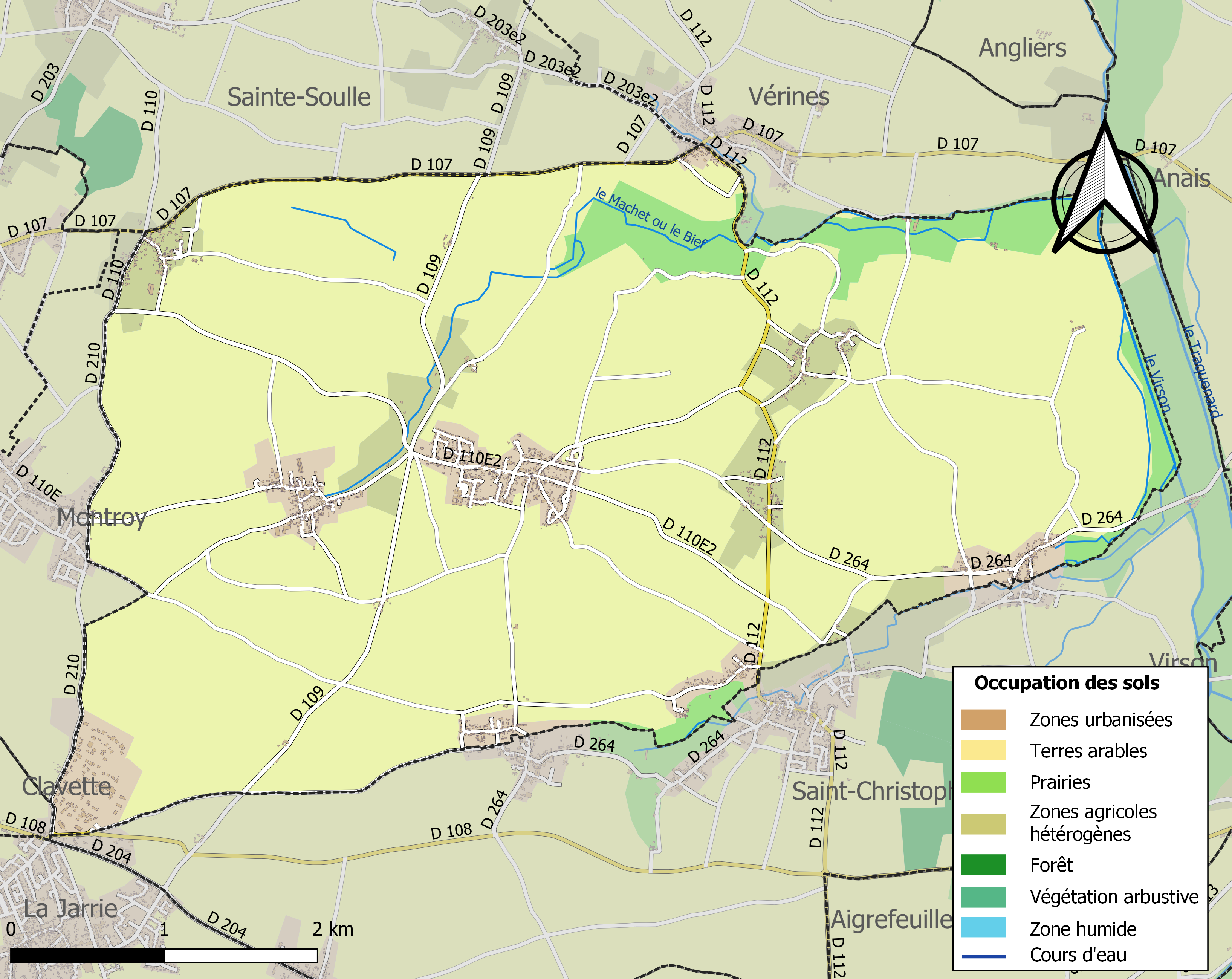

## Demografie
Onderstaande figuur toont het verloop van het inwonertal (bron: INSEE-tellingen).